# Вебстудія
Веб-студія — компанія або організація, що спеціалізується на розробці, дизайні, супроводі та просуванні вебсайтів, а також наданні суміжних послуг, пов’язаних з вебтехнологіями. Веб-студії працюють як з комерційними, так і з некомерційними проектами, забезпечуючи повний цикл створення онлайн-продуктів.

## Основні послуги
Веб-студії можуть пропонувати різноманітні послуги, серед яких:
- Розробка сайтів — створення сайтів під ключ, корпоративних сайтів, лендінгів, інтернет-магазинів, маркетплейсів, порталів;
- Дизайн — графічний і вебдизайн, UI/UX-дизайн, розробка логотипів, брендингу, фірмового стилю;
- SEO — оптимізація сайтів для пошукових систем, аудит, зовнішнє і внутрішнє просування;
- SMM — просування в соціальних мережах, створення контенту, робота з аудиторією;
- Копірайтинг — написання текстів для сайтів, блогів, комерційних пропозицій;
- Технічна підтримка — обслуговування, оновлення, безпека сайтів.

## Етапи роботи
Стандартний процес роботи веб-студії зазвичай включає:
1. Аналіз потреб клієнта — збір вимог, вивчення ринку, конкурентів;
2. Проектування — створення прототипів, структури сайту, затвердження технічного завдання;
3. Дизайн — розробка графічного стилю, макетів сторінок;
4. Розробка — програмування, інтеграція функціоналу, підключення систем керування контентом (CMS);
5. Тестування — перевірка роботи сайту на різних пристроях, пошук і виправлення помилок;
6. Запуск — розгортання проекту на хостингу, публікація в мережі;
7. Підтримка та просування — технічний супровід, SEO, маркетингова підтримка.

## Типи веб-студій
Веб-студії розрізняються за масштабами та спеціалізацією:
- Невеликі студії — зазвичай працюють над малими проектами, часто мають вузьку спеціалізацію (наприклад, тільки дизайн або тільки програмування);
- Середні студії — пропонують послуги під ключ, мають команди дизайнерів, розробників, маркетологів;
- Великі агентства — можуть працювати з великими клієнтами, розробляти масштабні рішення, займатися стратегічним консалтингом.

## Взаємодія з клієнтами
Веб-студії працюють як з локальними, так і з міжнародними замовниками. Договірні відносини зазвичай включають підписання контракту, узгодження строків та бюджету, поетапну оплату робіт. Важливою складовою є взаєморозуміння між клієнтом і командою, чітке визначення цілей проекту.

## Роль у сучасному бізнесі
Веб-студії відіграють ключову роль у цифровій трансформації бізнесу. Вони допомагають компаніям виходити в онлайн, збільшувати охоплення аудиторії, підвищувати впізнаваність бренду, збирати та аналізувати дані про клієнтів. Розвиток вебтехнологій, мобільних платформ, e-commerce сприяв зростанню попиту на послуги веб-студій у всьому світі.